# Вивальди, Вандино и Уголино
Вандино и Уголино Вивальди — генуэзские братья-мореходы, которые в 1291 году вышли из Генуи через Гибралтарский пролив в Атлантический океан, с целью обогнуть Африку и достичь Индии по морю. 

## Экспедиция
Вандино и Уголино Вивальди были связаны с первой известной экспедицией в поисках океанского пути из Европы в Индию. Планируемое в первую очередь для торговли, предприятие также было направлено на прозелитизм (Уголино сопровождали два францисканских монаха). Отряд в составе двух хорошо вооруженных галер вышел из Генуи в мае 1291 года. Источники утверждают, что они дошли до мыса Джуби в Марокко. Вероятно, кто-то их там видел. Больше о них нет никаких сведений.
Некоторые авторы высказывают гипотезы, что они обогнули Африку, или даже, на самом деле, пытались пересечь Атлантический океан. В хронике Гальвано Фьяммы «Cronica universalis» утверждается, что экспедиция Вивальди достигла Эфиопии, откуда выжившие отказались возвращаться. Иногда братьям приписывают открытие некоторых островов в Атлантике, но у всех этих идей нет никаких оснований.

## Поиски
Считается, что когда Ланцелотто Малочелло отплыл из Генуи в 1312 году, он пытался найти Вандино и Уголино Вивальди, но в итоге застрял на канарском острове Лансароте, названном в его честь.
В 1315 году Сорлеоне Вивальди, сын Уголино, отправился на поиски своего отца и дяди в Восточную Африку, добравшись до Могадишо. В 1321 году Сорлеоне Вивальди или его брат погиб в Индии.
В 1455 году генуэзец Узидомаре, находясь на службе у Генриха Мореплавателя, побывал на реке Гамбии. Он написал в Геную письмо, в котором утверждал, что встретился с потомком одного из участников экспедиции Вивальди, и что оба судна погибли, а моряки попали в Царство пресвитера Иоанна, которое якобы находится недалеко от Гамбии. Исследователи считают его письмо плодом фантазии.

## Эскадренный миноносец
В честь Уголино Вивальди был назван эскадренный миноносец